# Isabelle de Villena
Pour les articles homonymes, voir Villena (homonymie).
Elionor Manuel Villena, plus connue sous son nom de religion Isabel de Villena, parfois traduit Isabelle de Villena, née à Valence (royaume de Valence, couronne d'Aragon) en 1430 et morte en 1490 dans la même ville, est une religieuse et écrivaine d'expression catalane. Figure prestigieuse du siècle d'or valencien et première femme écrivaine dont le nom est connue dans l'histoire de la littérature catalane, elle est surtout connue pour son œuvre Vita Christi (« La Vie du Christ »), un récit de la vie de Jésus Christ combinant diverses sources relues depuis une perspective féminine et à la lumière de son temps.

## Biographie
Elionor Manuel Villena naît à Valence en 1430,,,.
Elle est fille naturelle du prince de la maison de Barcelone et poète Henri de Villena, et d'une mère inconnue,,. Elle est donc petite-fille du premier duc de Gandia Alphonse d'Aragon « le Vieux », cousin germain du roi d'Aragon et comte de Barcelone Pierre IV « le Cérémonieux » et petit-fils de Jacques II. Elle perd son père à l'âge de 4 ans et entre dans la cour de sa cousine Marie de Castille, épouse du roi Alphonse V « le Magnanime », où elle est élevée,,,. À l'époque d'Isabel, née 18 ans après le compromis de Caspe, les Trastamare élèvent sous leur contrôle étroit les descendants des anciens prétendants de la couronne d'Aragon afin de garantir la sécurité de leur dynastie.
À la cour, Isabel a accès à la haute culture littéraire de son temps, dont la reine collectionne les manuscrits, très majoritairement en catalan,.
Ses écrits montrent qu'elle s'identifie pleinement à la famille royale aragonaise et, à la différence d'autres auteurs de son temps, elle ne met jamais en avant sa condition de valencienne. On trouve dans son œuvre deux occurrences de désignations de la langue qu'elle utilise : romanç (« roman ») et vulgar (« vulgaire »).
En 1445 (ou 1446), elle entre dans l'ordre des Clarisses et prend le nom d'Isabel de Villena,. Elle entre au couvent de la Trinité de Valence, où elle passsera l'essentiel de sa vie et dont elle devient abbesse en 1463,,. Sous sa direction, il devient l'un des joyaux du gothique valencien.
Elle jouit de prestige et de reconnaissance dans les milieux religieux et littéraires de son époque,. Elle est louée par ses contemporains pour sa vertu, son intellect et son ascendance royale,.
Afin de fournir du matériel de contemplation aux religieux dont elle est en charge, elle rédige la Vita Christi, seule œuvre lui étant attribuée avec certitude, long récit de la vie de Jésus-Christ combinant avec un style personnel diverses sources dont les évangiles canoniques, des apocryphes bibliques et des récits traditionnels, mêlant réel et allégorie et laissant transparaître le milieu courtisan de son temps,,. L'œuvre, inachevée et anonyme, est connue grâce à Aldonça de Montsoriu (ca), l'abbesse qui lui succède et qui fait imprimer le livre en 1497 par l'éditeur valencien Llop de la roca,,.
On pense qu'elle est probablement autrice de sermons et de traités dont l'existence est connue mais dont aucun exemplaire n'a été conservé,,. On lui a également attribué, mais de façon beaucoup plus incertaine, un manuscrit intitulé Speculum animae (« Miroir de l'âme » en latin),,,.
Elle meurt à Valence en 1490 d'une épidémie,.

## Influence
Outre son activité d’écrivaine, Isabel de Villena est aussi une mécène de la littérature valencienne de son temps. Son œuvre influence des auteurs comme Bernat Fenollar, Joan Escrivà de Romaní et Pere Martines,.
Elle est la première femme dont le nom est connu dans l'histoire de la littérature catalane et la figure féminine la plus importante de la littérature catalane médiévale,,,. Elle s'illustre de plus dans le domaine de l’exégèse biblique, alors interdit aux femmes.
Sa figure est centrale dans les études traitant de la condition féminine au Moyen Âge.

## Vita Christi
Vita Christi est l’unique œuvre conservée d’Isabel de Villena. Écrite en langue catalane, elle fut conçue pour nourrir la contemplation spirituelle des religieuses placées sous sa direction. L’autrice y déploie une vaste narration de la vie du Christ, enrichie non seulement par les Évangiles canoniques, mais aussi par des traditions apocryphes, des légendes pieuses et des récits de la dévotion populaire.
Vita Christi, œuvre d'une grande extension, est presque achevée. Après la mort d'Isabel, la reine Isabelle la Catholique demande une copie manuscrite de l’ouvrage. La nouvelle abbesse Aldonça de Monsoriu en profita pour en faire imprimer une édition en 1497, suivie de rééditions en 1513 et 1527,. Ces éditions posthumes  témoignent de la reconnaissance accordée à l’œuvre dès son époque.
Le texte est écrit à destination des religieuses du couvent de la Trinité de Valence, dont Isabel est l'abbesse, et vise à favoriser leur élévation spirituelle,. Le texte s’inscrit dans la tradition médiévale des vies du Christ, inspirée notamment des Meditationes Vitae Christi du XIIIe siècle,. Toutefois, à la différence de celles-ci, qui invitent à une méditation imaginative extérieure, Isabel intègre directement cette imagination créatrice dans le corps même de son texte, en y ajoutant des détails domestiques et concrets.
Depuis le XVe siècle, la Vita Christi a exercé une influence notable sur la littérature religieuse, tout en étant reconnue comme une œuvre majeure du Moyen Âge valencien.
L’un des aspects les plus notables de la Vita Christi réside dans l'adoption explicite d'une perspective féminine et sa valorisation constante des figures féminines, qui ont été au centre de multiples études. Néanmoins, l'ouvrage ne peut être considéré comme féministe au sens moderne du terme.

### Traduction moderne en français
- Isabelle de Villena, Femmes dans la Vie du Christ, traduit du catalan et présenté par Patrick Gifreu, Éditions de la Merci, Perpignan, 2015,  (ISBN 9782953191714)